# تاراسا
بلدية تاراسا (بالكاتالانية:Terrassa) هي إحدى بلديات مقاطعة برشلونة، والتي تقع في منطقة كاتالونيا، شرق إسبانيا.
يبلغ عدد سكانها 202.136 نسمة وفقاً لإحصائية سنة (2007).

## توأمة
لتاراسا اتفاقيات توأمة مع كل من:
- بامييه
- تطوان، المغرب[8]
- Örebro Municipality [الإنجليزية]‏

## أعلام
- خوسيه بارا مارتينيز
- اليخاندرو رودريغيز دي ميغيل
- خوسيه كولومر
- تشافي هيرنانديز
- داني أولمو
- ميكي نونيز
- ألبرتو لوكي